# Olympische Sommerspiele 1980/Fußball/Qualifikation
Die Qualifikationsspiele für die Olympischen Sommerspiele im Jahre 1980 fanden vom 7. März 1979 bis 23. April 1980 statt. An diesen nahmen 80 Länder aus fünf Konföderationen teil.
Die 80 Mannschaften teilten sich wie folgt auf die fünf Konföderationen auf:
- 20 Teams aus Europa
- 07 Teams aus Südamerika
- 16 Teams aus Nord- und Mittelamerika
- 17 Teams aus Asien
- 20 Teams aus Afrika

## Qualifizierte Mannschaften
Da Titelverteidiger DDR und Veranstalter Sowjetunion direkt qualifiziert waren und die Olympiaendrunde mit 16 Mannschaften ausgetragen wurde, standen für die verbleibenden 80 Mannschaften 14 freie Endrundenplätze zur Verfügung; davon gingen
| 4 an Europa                  | Tschechoslowakei        | Jugoslawien   | Spanien     | Norwegen Finnland |
| 2 an Südamerika              | Argentinien Venezuela   | Kolumbien     |             |                   |
| 2 an Nord- und Mittelamerika | Vereinigte Staaten Kuba | Costa Rica    |             |                   |
| 3 an Asien                   | Kuwait                  | Malaysia Irak | Iran Syrien |                   |
| 3 an Afrika                  | Ägypten Sambia          | Ghana Nigeria | Algerien    |                   |
|                              | Titelverteidiger:       | DDR           | Gastgeber:  | Sowjetunion       |

## Europäische Zone/UEFA
Gespielt wurde in vier Gruppen zu je 5 Mannschaften. Die vier Gruppensieger, die in zwei Runden ermittelt wurden, qualifizierten sich für die Olympischen Sommerspiele 1980.
Qualifiziert für die nächste kontinentale Runde    Qualifiziert für die Olympischen Spiele 1980

### Gruppe 1
Teilnehmer:  Bulgarien,  Tschechoslowakei,  Rumänien,  Ungarn und  Polen
1. Runde
| Datum          |                  | Ergebnis |                  | Ort    |
| -------------- | ---------------- | -------- | ---------------- | ------ |
| 18. April 1979 | Bulgarien        | 1:0      | Tschechoslowakei | Burgas |
| 6. Mai 1979    | Tschechoslowakei | 4:0      | Bulgarien        | Prag   |
| Gesamt:        | Bulgarien        | 1:4      | Tschechoslowakei |        |

| Datum          |          | Ergebnis |          | Ort     |
| -------------- | -------- | -------- | -------- | ------- |
| 18. April 1979 | Rumänien | 2:0      | Ungarn   | Pitești |
| 30. Mai 1979   | Ungarn   | 3:0      | Rumänien | Miskolc |
| Gesamt:        | Rumänien | 2:3      | Ungarn   |         |

|       | Ergebnis |         |
| ----- | -------- | ------- |
| Polen |          | Freilos |

2. Runde

Abschlusstabelle
| Pl. | Land             | Sp. | S | U | N | Tore    | Diff. | Punkte |
| --- | ---------------- | --- | - | - | - | ------- | ----- | ------ |
| 1.  | Tschechoslowakei | 4   | 3 | 0 | 1 | 005:500 | ±0    | 06:20  |
| 2.  | Ungarn           | 4   | 2 | 0 | 2 | 007:400 | +3    | 04:40  |
| 3.  | Polen            | 4   | 1 | 0 | 3 | 001:400 | −3    | 02:60  |

Spielergebnisse
| 12. September 1979 | Prag     | Tschechoslowakei | – | Polen            | 1:0 |
| 17. Oktober 1979   | Warschau | Polen            | – | Tschechoslowakei | 0:1 |
| 31. Oktober 1979   | Wrocław  | Polen            | – | Ungarn           | 1:0 |

### Gruppe 2
Teilnehmer:  Österreich,  Türkei,  Griechenland,  Italien und  Jugoslawien
1. Runde
| Datum          |            | Ergebnis        |            | Ort       |
| -------------- | ---------- | --------------- | ---------- | --------- |
| 11. April 1979 | Österreich | 1:0             | Türkei     | Amstetten |
| 25. April 1979 | Türkei     | 2:1             | Österreich |           |
| Gesamt:        | Österreich | 2:2 (3:4 i. E.) | Türkei     |           |

| Datum          |              | Ergebnis |              | Ort      |
| -------------- | ------------ | -------- | ------------ | -------- |
| 18. April 1979 | Griechenland | 1:0      | Italien      | Ioannina |
| 2. Mai 1979    | Italien      | 4:0      | Griechenland | Udine    |
| Gesamt:        | Griechenland | 1:4      | Italien      |          |

|             | Ergebnis |         |
| ----------- | -------- | ------- |
| Jugoslawien |          | Freilos |

2. Runde

Abschlusstabelle
| Pl. | Land        | Sp. | S | U | N | Tore    | Diff. | Punkte |
| --- | ----------- | --- | - | - | - | ------- | ----- | ------ |
| 1.  | Jugoslawien | 4   | 3 | 0 | 1 | 009:300 | +6    | 06:20  |
| 2.  | Italien     | 4   | 3 | 0 | 1 | 010:500 | +5    | 06:20  |
| 3.  | Türkei      | 4   | 0 | 0 | 4 | 000:110 | −11   | 0:80   |

Spielergebnisse
| 2?. November 1979 |       | Jugoslawien | – | Türkei      | 3:0 |
| 23. Dezember 1979 | Rom   | Italien     | – | Jugoslawien | 1:0 |
| 20. Februar 1980  | Aydın | Türkei      | – | Italien     | 0:2 |

### Gruppe 3
Teilnehmer:  Niederlande,  Belgien,  Spanien,  Israel und  Frankreich
1. Runde

Abschlusstabelle
| Pl. | Land        | Sp. | S | U | N | Tore    | Diff. | Punkte |
| --- | ----------- | --- | - | - | - | ------- | ----- | ------ |
| 1.  | Belgien     | 6   | 4 | 2 | 0 | 009:300 | +6    | 10:20  |
| 2.  | Spanien     | 6   | 2 | 3 | 1 | 010:600 | +4    | 07:50  |
| 3.  | Israel      | 6   | 1 | 3 | 2 | 006:100 | −4    | 05:70  |
| 4.  | Niederlande | 6   | 0 | 2 | 4 | 006:120 | −6    | 02:10  |

Freilos:  Frankreich
Spielergebnisse
| 7. März 1979   | Roosendaal | Niederlande | – | Belgien     | 1:2 |
| 28. März 1979  | Almería    | Spanien     | – | Niederlande | 3:0 |
| 28. März 1979  | Tel Aviv   | Israel      | – | Belgien     | 0:2 |
| 12. April 1979 | Lier       | Belgien     | – | Spanien     | 3:1 |
| 25. April 1979 | Seraing    | Belgien     | – | Niederlande | 1:0 |
| 2. Mai 1979    | Oldebroek  | Niederlande | – | Spanien     | 1:1 |

2. Runde

Abschlusstabelle
| Pl. | Land       | Sp. | S | U | N | Tore    | Diff. | Punkte |
| --- | ---------- | --- | - | - | - | ------- | ----- | ------ |
| 1.  | Spanien    | 4   | 2 | 1 | 1 | 007:400 | +3    | 05:30  |
| 2.  | Belgien    | 4   | 2 | 0 | 2 | 007:800 | −1    | 04:40  |
| 3.  | Frankreich | 4   | 1 | 1 | 2 | 007:900 | −2    | 03:50  |

Spielergebnisse
| 5. Dezember 1979  | Montpellier | Frankreich | – | Spanien    | 1:1 |
| 13. Dezember 1979 | Genk        | Belgien    | – | Spanien    | 2:1 |
| 13. Februar 1980  | La Louvière | Belgien    | – | Frankreich | 4:2 |

### Gruppe 4
Teilnehmer:  Dänemark,  Finnland,  Irland,  Norwegen und  BR Deutschland
1. Runde
| Datum        |          | Ergebnis |          | Ort     |
| ------------ | -------- | -------- | -------- | ------- |
| 10. Mai 1979 | Dänemark | 1:1      | Finnland | Aalborg |
| 7. Juni 1979 | Finnland | 4:1      | Dänemark | Kotka   |
| Gesamt:      | Dänemark | 2:5      | Finnland |         |

| Datum        |          | Ergebnis |          | Ort    |
| ------------ | -------- | -------- | -------- | ------ |
| 16. Mai 1979 | Irland   | 0:0      | Norwegen |        |
| 31. Mai 1979 | Norwegen | 2:1      | Irland   | Bergen |
| Gesamt:      | Irland   | 1:2      | Norwegen |        |

Freilos:  BR Deutschland
2. Runde

Abschlusstabelle
| Pl. | Land           | Sp. | S | U | N | Tore    | Diff. | Punkte |
| --- | -------------- | --- | - | - | - | ------- | ----- | ------ |
| 1.  | Norwegen       | 4   | 3 | 1 | 0 | 005:100 | +4    | 07:10  |
| 2.  | BR Deutschland | 4   | 1 | 1 | 2 | 002:300 | −1    | 03:50  |
| 3.  | Finnland       | 4   | 0 | 2 | 2 | 001:400 | −3    | 02:60  |

Spielergebnisse
| 9. August 1979     | Kuopio     | Finnland       | – | Norwegen       | 0:1 |
| 13. September 1979 | Oberhausen | BR Deutschland | – | Finnland       | 2:0 |
| 26. September 1979 | Trondheim  | Norwegen       | – | BR Deutschland | 2:0 |

## Südamerikanische Zone/CONMEBOL
In Kolumbien fand die Qualifikation der Südamerikanischen Zone für das olympische Fußballturnier statt. Gespielt wurde in einer Gruppe mit sieben Mannschaften. Die zwei bestplatzierten Mannschaften qualifizierten sich für die Olympischen Sommerspiele 1980.
Qualifiziert für die Olympischen Spiele 1980

### Qualifikationsrunde
Abschlusstabelle
| Pl. | Land        | Sp. | S | U | N | Tore    | Diff. | Punkte |
| --- | ----------- | --- | - | - | - | ------- | ----- | ------ |
| 1.  | Argentinien | 6   | 5 | 1 | 0 | 013:200 | +11   | 11:10  |
| 2.  | Kolumbien   | 6   | 3 | 1 | 2 | 010:500 | +5    | 07:50  |
| 3.  | Peru        | 6   | 3 | 1 | 2 | 009:700 | +2    | 07:50  |
| 4.  | Venezuela   | 6   | 2 | 1 | 3 | 007:600 | +1    | 05:70  |
| 5.  | Brasilien   | 6   | 2 | 1 | 3 | 008:120 | −4    | 05:70  |
| 6.  | Chile       | 6   | 1 | 2 | 3 | 003:500 | −2    | 04:80  |
| 7.  | Bolivien    | 6   | 1 | 1 | 4 | 003:160 | −13   | 03:90  |

Spielergebnisse
| 23. Januar 1980 | Cali         | Brasilien   | – | Venezuela | 2:1 |
| 23. Januar 1980 | Pereira      | Chile       | – | Bolivien  | 2:0 |
| 24. Januar 1980 | Bogotá       | Kolumbien   | – | Peru      | 2:1 |
| 27. Januar 1980 | Bogotá       | Argentinien | – | Chile     | 1:0 |
| 27. Januar 1980 | Barranquilla | Peru        | – | Brasilien | 3:0 |
| 27. Januar 1980 | Cali         | Kolumbien   | – | Venezuela | 0:1 |
| 30. Januar 1980 | Bogotá       | Brasilien   | – | Bolivien  | 4:0 |
| 31. Januar 1980 | Pereira      | Kolumbien   | – | Chile     | 3:1 |
| 31. Januar 1980 | Barranquilla | Argentinien | – | Venezuela | 1:0 |
| 3. Februar 1980 | Cali         | Argentinien | – | Peru      | 4:1 |
| 3. Februar 1980 | Cali         | Venezuela   | – | Bolivien  | 5:1 |

## Nord-, Zentralamerikanische und Karibische Zone/CONCACAF
In drei Gruppen wurde im K.-o.-System mit Hin- und Rückspielen, die letzten drei Teilnehmer für die kontinentale Endrunde ermittelt. In dieser spielten die Mannschaften mit Hin- und Rückspielen die zwei Teilnehmer für die Olympischen Sommerspiele 1980 aus.
Qualifiziert für die nächste kontinentale Runde    Qualifiziert für die Olympischen Spiele 1980

### Gruppe 1
Teilnehmer:  Bermuda,  Kanada,  Mexiko und  Vereinigte Staaten
1. Runde
| Datum         |         | Ergebnis |         |
| ------------- | ------- | -------- | ------- |
| 1. April 1979 | Bermuda | 3:0      | Kanada  |
| 27. Mai 1979  | Kanada  | 2:5      | Bermuda |
| Gesamt:       | Bermuda | 8:2      | Kanada  |

| Datum        |                    | Ergebnis |                    | Ort           |
| ------------ | ------------------ | -------- | ------------------ | ------------- |
| 23. Mai 1979 | Mexiko             | 4:0      | Vereinigte Staaten | León          |
| 3. Juni 1979 | Vereinigte Staaten | 0:2      | Mexiko             | San Francisco |
| Gesamt:      | Mexiko             | [1]6:0   | Vereinigte Staaten |               |

2. Runde
| Datum            |                    | Ergebnis |                    | Ort             |
| ---------------- | ------------------ | -------- | ------------------ | --------------- |
| 2. Dezember 1979 | Bermuda            | 0:3      | Vereinigte Staaten | Hamilton        |
| 6. Dezember 1979 | Vereinigte Staaten | 5:0      | Bermuda            | Fort Lauderdale |
| Gesamt:          | Bermuda            | 0:8      | Vereinigte Staaten |                 |

### Gruppe 2
Teilnehmer:  Guatemala,  El Salvador,  Costa Rica und  Panama
1. Runde
| Datum        |             | Ergebnis |             |
| ------------ | ----------- | -------- | ----------- |
| 13. Mai 1979 | Guatemala   | 2:0      | El Salvador |
| 20. Mai 1979 | El Salvador | 1:0      | Guatemala   |
| Gesamt:      | Guatemala   | 2:1      | El Salvador |

| Datum        |            | Ergebnis |            |
| ------------ | ---------- | -------- | ---------- |
| 22. Mai 1979 | Costa Rica | 4:0      | Panama     |
| 25. Mai 1979 | Panama     | 0:2      | Costa Rica |
| Gesamt:      | Costa Rica | 6:0      | Panama     |

2. Runde
| Datum          |            | Ergebnis |            |
| -------------- | ---------- | -------- | ---------- |
| 25. Juli 1979  | Costa Rica | 1:2      | Guatemala  |
| 5. August 1979 | Guatemala  | 0:1      | Costa Rica |
| Gesamt:        | Costa Rica | 2:2      | Guatemala  |

Entscheidungsspiel:
| Datum           |           | Ergebnis |            | Ort          |
| --------------- | --------- | -------- | ---------- | ------------ |
| 26. August 1979 | Guatemala | 0:1      | Costa Rica | San Salvador |

### Gruppe 3
Teilnehmer:  Dominikanische Republik,  Haiti,  Niederländische Antillen
 Trinidad und Tobago,  Barbados,  Suriname,  Jamaika und  Kuba
1. Runde
| Datum         |                         | Ergebnis |                         |
| ------------- | ----------------------- | -------- | ----------------------- |
| 5. April 1979 | Dominikanische Republik | 1:4      | Haiti                   |
| 7. April 1979 | Haiti                   | 3:0      | Dominikanische Republik |
| Gesamt:       | Dominikanische Republik | 1:7      | Haiti                   |

| Datum        |                          | Ergebnis |                          |
| ------------ | ------------------------ | -------- | ------------------------ |
| 5. Mai 1979  | Niederländische Antillen | 2:3      | Trinidad und Tobago      |
| 20. Mai 1979 | Trinidad und Tobago      | 6:1      | Niederländische Antillen |
| Gesamt:      | Niederländische Antillen | 3:9      | Trinidad und Tobago      |

| Datum        |          | Ergebnis |          |
| ------------ | -------- | -------- | -------- |
| 6. Mai 1979  | Barbados | 1:2      | Suriname |
| 20. Mai 1979 | Suriname | 5:1      | Barbados |
| Gesamt:      | Barbados | 2:7      | Suriname |

| Datum        |         | Ergebnis |         |
| ------------ | ------- | -------- | ------- |
| 13. Mai 1979 | Jamaika | 0:3      | Kuba    |
| 27. Mai 1979 | Kuba    | 2:0      | Jamaika |
| Gesamt:      | Jamaika | 0:5      | Kuba    |

2. Runde
| Datum            |       | Ergebnis |       | Ort     |
| ---------------- | ----- | -------- | ----- | ------- |
| 6. August 1979   | Kuba  | 0:1      | Haiti | Havanna |
| 2. Dezember 1979 | Haiti | 0:0      | Kuba  |         |
| Gesamt:          | Kuba  | 0:1      | Haiti |         |

| Datum             |                     | Ergebnis |                     |
| ----------------- | ------------------- | -------- | ------------------- |
| 30. August 1979   | Suriname            | 3:0      | Trinidad und Tobago |
| 12. Dezember 1979 | Trinidad und Tobago | 3:0      | Suriname            |
| Gesamt:           | Suriname            | 3:3      | Trinidad und Tobago |

Entscheidungsspiel:
| Datum             |                     | Ergebnis |          | Ort      |
| ----------------- | ------------------- | -------- | -------- | -------- |
| 19. Dezember 1979 | Trinidad und Tobago | 0:2      | Suriname | Kingston |

3. Runde
| Datum        |          | Ergebnis |          |
| ------------ | -------- | -------- | -------- |
| 1. März 1980 | Haiti    | 2:0      | Suriname |
| 5. März 1980 | Suriname | 2:0      | Haiti    |
| Gesamt:      | Haiti    | 2:2      | Suriname |

Entscheidungsspiel
| Datum        |       | Ergebnis |          | Ort      |
| ------------ | ----- | -------- | -------- | -------- |
| 7. März 1980 | Haiti | 0:2      | Suriname | Kingston |

### CONCACAF-Endrunde
Abschlusstabelle
| Pl. | Land               | Sp. | S | U | N | Tore    | Diff. | Punkte |
| --- | ------------------ | --- | - | - | - | ------- | ----- | ------ |
| 1.  | Costa Rica         | 4   | 2 | 1 | 1 | 007:600 | +1    | 05:30  |
| 2.  | Vereinigte Staaten | 4   | 2 | 1 | 1 | 006:600 | ±0    | 05:30  |
| 3.  | Suriname           | 5   | 1 | 1 | 3 | 009:100 | −1    | 03:70  |

Spielergebnisse
| 12. März 1980 |  | Costa Rica         | – | Suriname           | 3:2 |
| 16. März 1980 |  | Vereinigte Staaten | – | Suriname           | 2:1 |
| 20. März 1980 |  | Costa Rica         | – | Vereinigte Staaten | 0:1 |

## Asiatische Zone/AFC
Gespielt wurde in drei Gruppen (2 Gruppen mit 6 Mannschaften und 1 Gruppe mit 5 Mannschaften). Die zwei bestplatzierten Mannschaften jeder Gruppe spielten in einem zusätzlichen Finale die jeweiligen Teilnehmer für die Olympischen Sommerspiele 1980 aus.
Qualifiziert für die nächste kontinentale Runde    Qualifiziert für die Olympischen Spiele 1980

### Gruppe 1
Turnier in Bagdad
Abschlusstabelle
| Pl. | Land      | Sp. | S | U | N | Tore    | Diff. | Punkte |
| --- | --------- | --- | - | - | - | ------- | ----- | ------ |
| 1.  | Irak      | 4   | 3 | 1 | 0 | 008:000 | +8    | 07:10  |
| 2.  | Kuwait    | 4   | 3 | 1 | 0 | 007:100 | +6    | 07:10  |
| 3.  | Syrien    | 4   | 2 | 0 | 2 | 004:300 | +1    | 04:40  |
| 4.  | Südjemen  | 4   | 1 | 0 | 3 | 004:110 | −7    | 02:60  |
| 5.  | Jordanien | 4   | 0 | 0 | 4 | 001:900 | −8    | 0:80   |

Spielergebnisse
| 16. März 1980 | Irak     | – | Jordanien | 4:0 |
| 17. März 1980 | Kuwait   | – | Syrien    | 1:0 |
| 19. März 1980 | Südjemen | – | Jordanien | 2:1 |
| 20. März 1980 | Irak     | – | Syrien    | 1:0 |
| 22. März 1980 | Kuwait   | – | Südjemen  | 5:1 |

Finale
| Datum         |      | Ergebnis |        |
| ------------- | ---- | -------- | ------ |
| 31. März 1980 | Irak | 2:3      | Kuwait |

### Gruppe 2
Turnier in Kuala Lumpur
Abschlusstabelle
| Pl. | Land        | Sp. | S | U | N | Tore    | Diff. | Punkte |
| --- | ----------- | --- | - | - | - | ------- | ----- | ------ |
| 1.  | Malaysia    | 5   | 4 | 1 | 0 | 021:300 | +18   | 09:10  |
| 2.  | Südkorea    | 5   | 4 | 0 | 1 | 015:400 | +11   | 08:20  |
| 3.  | Japan       | 5   | 3 | 1 | 1 | 016:500 | +11   | 07:30  |
| 4.  | Brunei      | 5   | 2 | 0 | 3 | 007:100 | −3    | 04:60  |
| 5.  | Indonesien  | 5   | 1 | 0 | 4 | 007:120 | −5    | 02:80  |
| 6.  | Philippinen | 5   | 0 | 0 | 5 | 000:320 | −32   | 0:10   |

Spielergebnisse
| 21. März 1980 | Malaysia | – | Indonesien  | 6:1  |
| 22. März 1980 | Japan    | – | Südkorea    | 1:3  |
| 22. März 1980 | Brunei   | – | Philippinen | 2:0  |
| 24. März 1980 | Japan    | – | Philippinen | 10:0 |
| 24. März 1980 | Brunei   | – | Indonesien  | 3:2  |
| 25. März 1980 | Malaysia | – | Südkorea    | 3:0  |
| 27. März 1980 | Malaysia | – | Brunei      | 3:1  |
| 27. März 1980 | Südkorea | – | Philippinen | 8:0  |

Finale
| Datum         |          | Ergebnis |          |
| ------------- | -------- | -------- | -------- |
| 6. April 1980 | Malaysia | 2:1      | Südkorea |

### Gruppe 3
Turnier in Singapur
Abschlusstabelle
| Pl. | Land                | Sp. | S | U | N | Tore    | Diff. | Punkte |
| --- | ------------------- | --- | - | - | - | ------- | ----- | ------ |
| 1.  | Iran                | 5   | 3 | 2 | 0 | 018:200 | +16   | 08:20  |
| 2.  | Singapur            | 5   | 4 | 0 | 1 | 008:400 | +4    | 08:20  |
| 3.  | Volksrepublik China | 5   | 2 | 2 | 1 | 011:400 | +7    | 06:40  |
| 4.  | Nordkorea           | 5   | 2 | 2 | 1 | 011:500 | +6    | 06:40  |
| 5.  | Indien              | 5   | 1 | 0 | 4 | 005:600 | −1    | 02:80  |
| 6.  | Sri Lanka           | 5   | 0 | 0 | 5 | 000:320 | −32   | 0:10   |

Spielergebnisse
| 23. Februar 1980 | Singapur            | – | Sri Lanka           | 3:0 |
| 24. Februar 1980 | Indien              | – | Volksrepublik China | 0:1 |
| 25. Februar 1980 | Iran                | – | Nordkorea           | 0:0 |
| 26. Februar 1980 | Singapur            | – | Indien              | 1:0 |
| 27. Februar 1980 | Volksrepublik China | – | Iran                | 2:2 |
| 28. Februar 1980 | Nordkorea           | – | Sri Lanka           | 7:0 |
| 1. März 1980     | Singapur            | – | Iran                | 0:3 |
| 2. März 1980     | Nordkorea           | – | Volksrepublik China | 1:1 |

Finale
| Datum         |          | Ergebnis |      |
| ------------- | -------- | -------- | ---- |
| 12. März 1980 | Singapur | 0:4      | Iran |

## Afrikanische Zone/CAF
In drei Gruppen wurden im K.-o.-System mit Hin- und Rückspielen die drei Teilnehmer für die Olympischen Sommerspiele 1980 ermittelt.
Qualifiziert für die nächste kontinentale Runde    Qualifiziert für die Olympischen Spiele 1980

### Gruppe 1
Teilnehmer:  Tunesien,  Libyen,  Algerien,  Mali,  Marokko und  Senegal
1. Runde
| Datum          |          | Ergebnis |          | Ort      |
| -------------- | -------- | -------- | -------- | -------- |
| 25. März 1979  | Tunesien | 1:0      | Libyen   | Tunis    |
| 13. April 1979 | Libyen   | 3:0      | Tunesien | Tripolis |
| Gesamt:        | Tunesien | 1:3      | Libyen   |          |

| Datum          |          | Ergebnis        |          | Ort    |
| -------------- | -------- | --------------- | -------- | ------ |
| 6. April 1979  | Algerien | 1:0             | Mali     | Algier |
| 22. April 1979 | Mali     | 1:0             | Algerien | Bamako |
| Gesamt:        | Algerien | 1:1 (4:2 i. E.) | Mali     |        |

| Datum          |         | Ergebnis        |         | Ort   |
| -------------- | ------- | --------------- | ------- | ----- |
| 15. April 1979 | Marokko | 1:0             | Senega  | Rabat |
| 29. April 1979 | Senegal | 1:0             | Marokko | Dakar |
| Gesamt:        | Marokko | 1:1 (6:5 i. E.) | Senegal |       |

2. Runde
| Datum             |          | Ergebnis |          | Ort        |
| ----------------- | -------- | -------- | -------- | ---------- |
| 9. Dezember 1979  | Marokko  | 1:5      | Algerien | Casablanca |
| 22. Dezember 1979 | Algerien | 3:0      | Marokko  | Algier     |
| Gesamt:           | Marokko  | 1:8      | Algerien |            |

|        | Ergebnis |         |
| ------ | -------- | ------- |
| Libyen |          | Freilos |

3. Runde
|          | Ergebnis |                   |
| -------- | -------- | ----------------- |
| Algerien |          | Libyen zog zurück |

### Gruppe 2
Teilnehmer:  Liberia,  Elfenbeinküste,  Sierra Leone,  Guinea,  Kenia,  Sudan und  Ghana
1. Runde
|              | Ergebnis |                           |
| ------------ | -------- | ------------------------- |
| Liberia      |          | Elfenbeinküste zog zurück |
| Sierra Leone |          | Guinea zog zurück         |
| Kenia        |          | Sudan zog zurück          |
| Ghana        |          | Freilos                   |

2. Runde
| Datum             |              | Ergebnis |                         |
| ----------------- | ------------ | -------- | ----------------------- |
| 17. November 1979 | Sierra Leone | 3:1      | Liberia                 |
|                   | Liberia      |          | Sierra Leone verzichtet |
| Gesamt:           | Sierra Leone |          | Liberia                 |

| Datum             |       | Ergebnis |       | Ort   |
| ----------------- | ----- | -------- | ----- | ----- |
| 28. November 1979 | Ghana | 4:1      | Kenia | Accra |
| 12. Dezember 1979 | Kenia | 0:1      | Ghana |       |
| Gesamt:           | Ghana | 5:1      | Kenia |       |

3. Runde
| Datum          |         | Ergebnis |         | Ort      |
| -------------- | ------- | -------- | ------- | -------- |
| 30. März 1980  | Liberia | 0:2      | Ghana   | Monrovia |
| 13. April 1980 | Ghana   | 2:2      | Liberia | Accra    |
| Gesamt:        | Liberia | 2:4      | Ghana   |          |

### Gruppe 3
Teilnehmer:  Lesotho,  Mauritius,  Madagaskar,  Äthiopien,  Ägypten,  Tansania und  Sambia
1. Runde
| Datum        |           | Ergebnis |           | Ort        |
| ------------ | --------- | -------- | --------- | ---------- |
| 6. Mai 1979  | Lesotho   | 4:1      | Mauritius | Maseru     |
| 15. Mai 1979 | Mauritius | 2:3      | Lesotho   | Port Louis |
| Gesamt:      | Lesotho   | 7:3      | Mauritius |            |

| Datum        |            | Ergebnis |            | Ort          |
| ------------ | ---------- | -------- | ---------- | ------------ |
| 12. Mai 1979 | Madagaskar | 2:1      | Äthiopien  | Antananarivo |
| 27. Mai 1979 | Äthiopien  | 1:1      | Madagaskar | Addis Abeba  |
| Gesamt:      | Madagaskar | 3:2      | Äthiopien  |              |

|         | Ergebnis |                     |
| ------- | -------- | ------------------- |
| Ägypten |          | Tansania zog zurück |
| Sambia  |          | Freilos             |

2. Runde
| Datum             |         | Ergebnis |         |
| ----------------- | ------- | -------- | ------- |
| 9. Dezember 1979  | Lesotho | 0:0      | Sambia  |
| 21. Dezember 1979 | Sambia  | 5:0      | Lesotho |
| 9. Dezember 1979  | Lesotho | 0:5      | Sambia  |

| Datum             |            | Ergebnis        |            | Ort          |
| ----------------- | ---------- | --------------- | ---------- | ------------ |
| 9. Dezember 1979  | Madagaskar | 1:1             | Ägypten    | Antananarivo |
| 22. Dezember 1979 | Ägypten    | 1:1             | Madagaskar | Kairo        |
| Gesamt:           | Madagaskar | 2:2 (3:4 i. E.) | Ägypten    |              |

3. Runde
| Datum            |         | Ergebnis |         | Ort    |
| ---------------- | ------- | -------- | ------- | ------ |
| 22. Februar 1980 | Ägypten | 4:1      | Sambia  | Kairo  |
| 13. April 1980   | Sambia  | 1:1      | Ägypten | Lusaka |
| Gesamt:          | Ägypten | 5:1      | Sambia  |        |

## Reglement
1. 1 2 3 4 5 6 7  Aufgrund der Sowjetischen Intervention in Afghanistan boykottierten viele westliche Länder und ihre Verbündeten die Olympischen Spiele.
2. ↑  Die Vereinigten Staaten zogen eine Runde weiter, da Mexiko Profi-Spieler einsetzte.
3. 1 2 3  Wenn zwei oder mehrere Mannschaften einer Gruppe/Untergruppe nach Beendigung aller Spiele die gleiche Punktzahl und die gleiche Tordifferenz haben, wurde bei der CONCACAF ein Entscheidungsspiel in einem neutralen Land ausgetragen.
4. ↑  CONCACAF Men’s Olympic Qualifying 2012